# Cannibal Corpse
Cannibal Corpse (['kænib(ə)l kɔː(r)ps], с англ. — «Труп-каннибал») — американская дэт-метал-группа, основанная в 1988 году в Буффало, штат Нью-Йорк. Группа была основана в 1988 году путём объединения музыкантов из трёх распавшихся групп: Tirant Sin, Beyond Death и Leviathan. В первой ранее играли гитарист Боб Русей, барабанщик Пол Мазуркевич и вокалист Крис Барнс, во второй — гитарист Джек Оуэн и бас-гитарист Алекс Уэбстер. После записи альбома The Bleeding на смену Крису Барнсу, ушедшему в Six Feet Under, в группу пришёл Джордж Фишер.
Первоначально Cannibal Corpse были вдохновлены такими трэш-метал-группами, как Slayer, Metallica, Kreator и Sodom, так же как и другие известные исполнители дэт-метала: Morbid Angel, Death и т. д.. Обложки альбомов и тексты песен группы связаны со смертью, насилием, изнасилованием, извращениями, некрофилией, фильмами ужасов, зомби и людоедством, за что группу очень жёстко критиковали. По тем же причинам выпуск альбомов Cannibal Corpse задерживался, а их продажа запрещалась во многих странах мира.
За свою карьеру Cannibal Corpse выпустила шестнадцать студийных альбомов, один бокс-сет, два EP и три концертных альбома. Количество продаж группы во всем мире в 2015 году составило более двух миллионов копий, включая 558 929 в Соединенных Штатах, что сделало их самой продаваемой дэт-метал-группой.

## История

### Ранний период —Eaten Back to Life(1988—1990)
Группа Cannibal Corpse была создана в декабре 1988 года в городе Буффало, Нью-Йорк из двух распавшихся команд: Tirant Sin и Beyond Death. В первой играли гитарист Боб Русей, барабанщик Пол Мазуркевич (в демо иногда исполнял роль вокалиста) и вокалист Крис Барнс, во второй — гитарист Джек Оуэн и бас-гитарист Алекс Уэбстер. Позже Крис присоединился к Leviathan, но в 1988 вернулся назад в Tirant Sin. Tirant Sin и Beyond Death были близкими товарищами и часто давали концерты вместе.
В самом начале 1989 года назвалась Cannibal Corpse и записала одноимённое демо «Cannibal Corpse demo’89», состоявшее из пяти песен. Песни оказались удачными и все вошли после переработки в первый альбом, некоторые из них и сейчас[уточнить] исполняются на концертах. С этой демозаписью группа отправилась на лейбл Metal Blade Records. Им был предложен контракт на 7 альбомов. Позже он был продлен на более выгодных для музыкантов условиях. Алекс Уэбстер говорит, что секрет успешного сотрудничества заключается в тёплых отношениях группы с сотрудниками лейбла.
В 1990 году группа записала свой первый студийный альбом Eaten Back to Life. Релиз состоялся 17 августа. Крис Барнс приложил личные связи, и оформлением альбома занялся известный по Dead World Comics художник Винсент Лок. Продюсером альбома стал Скотт Бернс, о котором рассказывает Джек Оуэн: «Мы работали в студии с 11 утра до полуночи или даже дольше с небольшим перерывом, доводя Скотта до потери разума своей неопытностью и бесконечными вопросами о музыкальной индустрии. Некоторые сессии длились так долго, что он не возвращался домой и спал на полу в нашем отеле!» В альбоме также поработал ещё один знакомый Криса Барнса — Глен Бентон из дэт-метал-группы Deicide. Альбом был запрещён в Германии и ряде других стран из-за оформления обложки, продавалась только цензурная версия, запрет на оригинал был снят лишь в июне 2006 года.

### Butchered at Birth —Tomb of the Mutilated(1991—1992)
Следом вышли альбомы Butchered at Birth релиз которого состоялся в 1991 году и Tomb of the Mutilated релиз которого состоялся 1992 году. Из всех альбомов группы Tomb of the Mutilated считается самым брутальным и мрачным. Музыка становилась все более техничной и злобной, тексты — кошмарными, а оформление альбомов всё более мрачным и ужасающим, в работах Винса Лока стали проявляться тонкость и психологизм, соответствовавшие усложнению тематик творчества группы, музыкальных и лирических. Оба этих альбома были запрещены в ряде стран из-за оформления обложки, продавалась только цензурная версия, запрет на оригинал был снят лишь в июне 2006 года. В 1991 году Cannibal Corpse поехали в своё первое турне, в том числе по европейским странам. В 1993 году появился EP Hammer Smashed Face, состоящий из 5 треков. В 1993 году в составе группы начались изменения, на место ушедшего Боба Русэя пришёл Роб Барретт из группы Malevolent Creation. Вместе с ним Cannibal Corpse снялись в роли самих себя в комедии Тома Шедьяка «Эйс Вентура: Розыск домашних животных». В одной из сцен фильма музыканты исполнили песню «Hammer Smashed Face», выбранную лично Джимом Керри, который и настоял на участии Cannibal Corpse в съёмках. В этом же году группа записала свой самый успешный и продаваемый альбом The Bleeding, который окончательно вознёс группу к вершинам металлического пьедестала.

### The Bleeding— смена вокалиста (1993—1994)
В конце 1993 года Cannibal Corpse начали запись своего четвёртого студийного альбома под названием The Bleeding. Релиз альбома состоялся 12 апреля 1994 года на лейбле Metal Blade Records.
По словам Алекса Уэбстера:

«The Bleeding стал бестселлером нашей дискографии. Не могу назвать конкретную цифру, но ни одна пластинка ни до, ни после 1994 года не смогла достичь такого коммерческого успеха. На тот период The Bleeding был нашим самым удачным альбомом — с точки зрения музыкальных находок, записи, исполнения. Из всей „эры Криса Барнса“ он, безусловно, лучший.»

В 1994 году группа всем составом после окончания турне переехала во Флориду, в Тампу, где создавались наиболее благоприятные условия для развития дэт-метала. Возникли серьёзные разногласия между Крисом Барнсом, занявшимся группой Six Feet Under, и остальными участниками. О сложившейся ситуации рассказывает Алекс Уэбстер: «Мы подумали, что, если бы Крис остался, группа не стала бы лучше ни по вокалу, ни по остальным партиям. Нам не нравились некоторые написанные им вещи, мы хотели, чтобы тексты были рифмованными и лёгкими для запоминания. Казалось, что ему уже не так интересны дела Cannibal Corpse, как когда-то раньше. Надо было быть командой, а мы не были, было нас четверо и Крис. У нас были проблемы в студии, звучание не радовало, дело не шло, и мы попросили Криса уйти». Решение было принято, когда Крис находился в турне с Six Feet Under.
После записи альбома The Bleeding на смену Крису Барнсу в группу пришёл Джордж Фишер, который был личным другом Роба Барретта. Прозвище Corpsegrinder ему досталось в память о его первой группе.

### Vile—Gallery of Suicide(1995—1998)
После прихода в Cannibal Corpse Джорджа Фишера группа приступила к записи своего пятого студийного альбома Vile, релиз состоялся 21 мая 1996 года на лейбле Metal Blade Records. Так как сочинение текстов к песням происходило ещё когда в группе находился Крис Барнс, группа решила их переписать, а сочинённую музыку сохранить. Также группе пришлось поменять и логотип, чтоб не платить пожизненно Крису Барнсу. Следующим шестым по счёту альбомом Cannibal Corpse стал Gallery of Suicide релиз которого состоялся 21 апреля 1998 года на Metal Blade Records. Гитарист Cannibal Corpse Роб Барретт не смог уложить во времени дела в Malevolent Creation и Cannibal Corpse, и в альбоме Gallery of Suicide вместо него играл Пэт О’Брайэн, незадолго до этого ушедший из Nevermore. В альбомах Vile и Gallery of Suicide, продолжает развиваться лирическая составляющая музыки, особенно ярко выраженная в композициях «I Will Kill You», «Gallery of Suicide» и «From Skin to Liquid».

### Bloodthirst—Gore Obsessed(1999—2003)
Релиз седьмого студийного альбома Cannibal Corpse под названием Bloodthirst состоялся 19 октября 1999 года на Metal Blade Records. На материале выпущенных альбомов 16 февраля 2000 года в Милуоки, Висконсин, было записано видео Live Cannibalism, компиляция из песен с двух концертов, в ходе прошедшего тура Death Metal Massacre. Релиз вышел 26 сентября как на CD, так и на DVD. Специальное издание «Live Cannibalism — Ultimate Edition» включает записи выступления группы в ходе Monolith of Death tour 96-97, также на диске представлены два видеоклипа «Devoured by Vermin» и «Sentenced to Burn» в двух версиях — с цензурой и без. В начале 2001 года Cannibal Corpse записали свой восьмой студийный альбом Gore Obsessed, релиз которого состоялся 26 февраля 2002 года,. Сборник Worm Infested вышедший 1 июля 2003 года был уже предвестником стиля альбома The Wretched Spawn. В 2003 году Cannibal Corpse были награждены платиновым диском по итогам продаж всех изданий на всех носителях. И до сих пор они остаются единственной дэт-метал-группой, заслужившей такую награду. Пятнадцатилетний юбилей группы был отмечен выпуском 4 ноября 2003 года бокс-сета «15 Year Killing Spree», состоящего из четырёх DVD, первые два диска содержат избранное из дискографии группы, третий диск содержит ранее неизданные материалы, четвёртый диск — записи концертного видео группы.

### The Wretched Spawn—Kill(2003—2006)
В конце 2003 года Cannibal Corpse записали свой девятый студийный альбом The Wretched Spawn, релиз которого состоялся 24 февраля 2004 года, это оказался последний альбом, в котором играл ветеран Cannibal Corpse Джек Оуэн. Из группы он ушёл в свой сайд-проект «Adrift», а в 2005 году оказался в Deicide. Как рассказывал Алекс Уэбстер, на носу было турне в Мексике, а Джек уезжал с Adrift. Реакция Cannibal Corpse была почти шоковой: «Ты не можешь так делать, мы же так долго ждали этого турне!» И в самый последний момент пришлось срочно искать замену. Выручил Джереми Тернер, который и приезжал с группой на концерты в Санкт-Петербург и Москву в сентябре 2004 года. Позднее в группу на освободившееся место вернулся Роб Барретт, сначала временно, а затем и постоянно. В 2006 году 21 марта вышел десятый студийный альбом Cannibal Corpse под названием Kill.

### Evisceration Plague(2007—2010)
В ноябре 2007 года после многочисленных турне Cannibal Corpse приступили к сочинению материала для своего следующего альбома. В 2008 году выпустили свой четвёртый сборник Centuries of Torment: The First 20 Years на Metal Blade Records. Сборник состоит из трёх DVD, в них содержится три часа документального видео об истории группы, в том числе и о группе Tirant Sin и несколько концертных записей. В январе 2009 года в интернете появилась песня Cannibal Corpse под названием «Evisceration Plague». Трек был выпущен в преддверии нового альбома группы с одноимённым названием, релиз которого состоялся 3 февраля 2009 года. В бонус к новому альбому вышел DVD под названием «The Making of Evisceration Plague». Альбом дебютировал на 66 позиции в Billboard 200 с общими продажами на первой неделе 9571 копий. Продюсировал запись нового альбома Эрик Рутан, до этого уже имевшим опыт работы с группой. На песни «Evisceration Plague» и «Priests of Sodom» были сняты клипы, режиссёром первого стал Деил «Rage» Рестенхини а второго Кевин Кастер, Алекс Уэбстер по поводу записи клипа «Priests of Sodom»: «Мы отлично провели время, работая с режиссёром Кевином Кастером над клипом к Priests of Sodom. Он показал себя профессионалом своего дела и похоже, понял, что надо делать с нашей музыкой. Он придумал много отличных идей, они ещё улучшили наше самое напористое видео на данный момент». Комментируя альбом, Уэбстер сказал: «В Cannibal Corpse нашей целью всегда было пытаться и делать каждый новый альбом ещё более тяжёлым. На этот раз это было сделать сложнее после того, как мы уже были удовлетворены результатами нашего альбома Kill, но мы знали, что работая снова с продюсером Эриком Рутаном в Mana Recording Studios], мы в состоянии начать с того же уровня тяжести и даже продвинуться дальше. Теперь, когда мы услышали конечный результат, я могу сказать, что нам удалось достичь поставленной цели, и я думаю, что фанаты с нами согласятся. В альбоме Evisceration Plague лучший гитарный звук из всех, что у нас был, и вся группа в целом никогда не играла с такой точностью и слаженностью. Нам не терпится дать вам шанс услышать альбом в начале 2009 года, потому что мы думаем, что вы будете так же счастливы, как и мы.»

### Проблемы с цензурой и критика
Cannibal Corpse часто критиковали за оформление альбомов, но группа называет это только как не что иное, как одной из форм искусства. Cannibal Corpse запрещали в Новой Зеландии, Австралии, Корее и частично в Германии. Один подросток пришёл в школу в майке «Butchered at Birth», что морально травмировало учительницу Кристу Дженал. Когда она вошла в состав правительства, первым делом запретила Cannibal Corpse играть песни из первых трёх альбомов, а заодно и велела подвергнуть цензуре оформление альбомов. В Корее продавец, торговавший дисками Cannibal Corpse, и вовсе сел в тюрьму. В США тоже имелись проблемы: били тревогу родительские комитеты, а кандидат в президенты Боб Доул обещал, что группы Cannibal Corpse при нём не будет.
В фильме Metal A Headbanger’s Journey, Алекс Уэбстер говорит: «Когда кто-нибудь не имеющий понятия о дэт-метале впервые видит обложку одного из наших альбомов, он должен быть шокирован, а если нет, значит мы сделали плохую обложку.» В этом же фильме Джордж Фишер сказал: «Это искусство, смотрите на это, как на искусство. Да это отвратительно, но в мире полно разных вещей. Поезжайте в Ватикан посмотрите какие там картины. Это реально, это что-то, что происходило, а это никогда не произойдёт. Вряд ли в ближайшее время появятся чудовища и начнут пожирать нашу плоть.»
Участники Cannibal Corpse довольно вяло реагируют на критику, по их словам: «Мы не поем о политике. Мы не поем о религии… Все наши песни — это рассказы, которые походят на кино ужасов. Нам нравятся ужасные, страшные кинофильмы, и мы хотим, чтобы слова наших песен соответствовали атмосфере этих ужасов. В основном тексты наших песен это вымышленные истории, и ничего более. И любой, кто обеспокоен этим, смешон».
В ответ на обвинения что музыка Cannibal Corpse уменьшает чувствительность у людей к насилию, Алекс Уэбстер сказал, что поклонники дэт-метала наслаждаются музыкой только потому, что они знают, что описанное насилие не является реальным: «Я думаю, люди слушающие нашу музыку, знают, что то, о чём мы поем в наших песнях, нереально, как и то, что показывают в фильмах ужасов, но если бы вы действительно видели, что кто-то проделал данные вещи в реальности, я думаю, что это оказало бы довольно драматическое влияние на любого человека. Я подразумеваю, что вы реагировали бы на это, независимо от того сколько фильмов ужасов вы смотрели или сколько бы вы не слушали наших или других песен, или что бы то ни было, я уверен, что это — полностью различные вещи, когда это происходит в кино или музыке или совершается перед вашими глазами. При том, что у нас есть ужасающие песни, мы не вешаем людей и не истязаем их на улице, и я думаю, что различать искусство и реальность — положительное усовершенствование для любого общества».
Джордж Фишер сказал: «Нет ничего реально серьёзного в текстах наших песен. Мы не думаем ни о ком в особенности, что мы пытаемся убить, или навредить кому-нибудь… Как вы можете говорить, что мы продвигаем насилие с воображаемыми существами? Люди, совершающие убийство в наших песнях, являются зомби».

#### Запрет на выступления в России
В 2014 году Октябрьский районный суд г. Уфы признал тексты песен группы запрещенными к исполнению на территории России. Незадолго до вступления судебного запрета в силу, 5 октября, в Уфе был дважды перенесен, а впоследствии и отменен концерт группы, а Уфимская епархия РПЦ провела в городе акцию протеста против организации концерта. Исходя из материалов решения суда, тексты песен группы "содержат описания сцен жестокости, физического и психического насилия по отношению к людям и животным, самоубийств". Фактически, судебный запрет исполнения текстов песен означает полный запрет на концертную деятельность группы в России.

## Состав
| - Джордж «Corpsegrinder» Фишер — ведущий вокал (1995—наши дни) - Роб Барретт — ритм и соло-гитара (2005—наши дни), соло-гитара (1993—1997) - Эрик Рутан — соло и ритм-гитара (2021—наши дни) - Алекс Уэбстер — бас-гитара (1988—наши дни) - Пол Мазуркевич — ударные (1988—наши дни) - Боб Русэй — соло-гитара (1988—1993) - Крис Барнс — ведущий вокал (1988—1995) - Джек Оуэн — соло и ритм-гитара (1988—2004) - Пэт О’Брайен — соло и ритм-гитара (1997—2021) - Джереми Тернер — гитара (2004—2005) - Эрик Рутан — гитара (2019—2021) |

## Дискография
Студийные альбомы
- Eaten Back to Life (1990)
- Butchered at Birth (1991)
- Tomb of the Mutilated (1992)
- The Bleeding (1994)
- Vile (1996)
- Gallery of Suicide (1998)
- Bloodthirst (1999)
- Gore Obsessed (2002)
- The Wretched Spawn (2004)
- Kill (2006)
- Evisceration Plague (2009)
- Torture (2012)
- A Skeletal Domain (2014)
- Red Before Black (2017)
- Violence Unimagined (2021)
- Chaos Horrific (2023)